# Бєрьозка

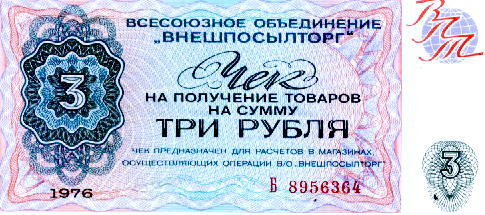
Валютний сертифікат — чек Зовнішпосилторгу («Внешпосылторг»), який використовувався для оплати в магазинах «Берьозка»

«Бєрьо́зка» — в брежнівську епоху державні інвалютні елітні магазини (універмаги) роздрібної торгівлі в великих містах РРФСР, в яких рубль не був валютою, а товари продавали за заборонену валюту (вільноконвертована валюта) або іноземцям, або певним групам радянських громадян, або за спеціальні сертифікати (або чеки) «Зовнішпосилторгу» і «Зовнішторгбанку». За межами цих магазинів пропонований крам в Радянському Союзі був або відсутній, або дуже дорогий. Лише в «Бєрьозках», не рахуючи чорного ринку, можна було купити все, або майже все. Ці магазини розділили населення на клани і касти, оскільки доступ до них мав далеко не кожен радянський громадянин.
За продаж або обмін закордонної валюти загрожувала в'язниця. Частина «Берьозок» продавали товари безпосередньо за іноземну валюту іноземцям, інша частина «Берьозок» належала «Зовнішпосилторгу» і призначалися для радянських громадян, які отримали певний дохід у твердій валюті (валюта повинна була бути обміняна на рублеві чеки «Зовнішпосилторгу» (рос. Внешпосилторг)). Універмаги «Берьозка» були двох типів: звичайні туристичні магазини і закритого типу. Ціни на імпортні товари були досить високі, а на місцеві ремісничі художні вироби, такі як ювелірні вироби та прикраси з бурштину, а також ікру, однак, були відносно низькі. Магазини розташовувались в нецентральних районах міста, щоб не привертати увагу громадськості; вітрин в магазинах не було. Через відсутність конкуренції у валютних магазинах ціни були завищені в 2-10 разів.

## Історія
«Бєрьозки» були створені в 1964 році. Попередником «Берізки» були «Торгзіни». В 1950-х роках аналогічного типу магазини існували в інших країнах соцтабору: «Певекс» і «Балтона» в Польщі, «Тузекс» в Чехословаччині, «Кореком» в Болгарії, «Комтуріст» в Румунії, «Інтершоп» в НДР. «Бєрьозками» ці магазини іменують лише в РСФСР. В інших республіках були магазини типу «Бєрьозок», названі в честь відповідного «національного дерева» або іншого символу: «Каштан» в Українській РСР, «Ченар» (платан) в Азербайджанській РСР, «Дзінтарс» («бурштин») в Латвійській РСР і т. ін.
14 жовтня 1964 року пленумом ЦК Хрущов був звільнений від обов'язків першого секретаря ЦК КПРС, а на його місце приходить Брєжнєв. Всього за кілька місяців голова міністрів СРСР Олексій Косигін пропонує реформу економіки. Міністерству торгівлі наказують різко активізувати роботу по залученню валюти. «Зовнішпосилторг» починає розширювати мережу елітних магазинів «Бєрьозка». Значну частину товарів в «Берізках» займала техніка. За ними йшли одяг і взуття. Згодом у портах до «Бєрьозок» приєднуються магазини «Альбатрос» (в яких у радянських моряків відбиралися залишки грошей (долари або франки) з відряджень в обмін на чеки, які ті могли там же «отоварити»).
В кінці 1960-х «Берьозки» розділяються на дві категорії: валютні — лише для іноземців та вузького кола радянських дипломатів, друга — для громадян СРСР (так звані сертифікатні або чекові «Бєрьозки»), в яких товари продаються за інвалютні рублі — чеки, прирівняні до валют різних держав. Чекова система «Бєрьозок» є унікальним явищем з точки зору економіки СРСР: радянська людина повертається з зарубіжного відрядження і має певну кількість заробленої валюти, але володіти цими грошима вона права не має. При в'їзді в СРСР валюта відбирається в обмін на спеціальні сертифікати — чеки «Зовнішпосилторгу».
Чеки були грошима «для контингенту» — суттєво відрізнялися по купівельній здатності. Найціннішими були чеки серії «Д» — для дипломатичного корпусу. Найдешевші — чеки з синьою смугою. Введення рівних по обслуговуванню, але різних по впливу чеків різко розділяло радянське суспільство на касти — ті, хто працюють в капіталістичних країнах, вважаються найпривілейованішим радянським суспільним станом; дипломати і працівники торгпредставництв, перебуваючи «вгорі», отримують безсмугові чеки, еквівалентні по вартості долару. Рангом нижче були спеціалісти, відряджені для праці в соціалістичні країни, або в країни, що розвиваються, — вони отримували чеки з синьою і жовтою смугою.
Популярними товарами були імпортні сигарети, баночне пиво, жувальна гумка; можливо було замовити імпортні товари за каталогом: меблі, фотоапарати і т. д. Закуповувались м'ясопродукти, напої (особливо спиртні, високої категорії). Радіоприймачі з розширеним прийомом частот, журнали мод з напівоголеними моделями на обкладинках були заборонені до продажу в «Бєрьозках», там не продавалися західні платівки, книги, альбоми. Також в «Бєрьозках» продавалися високоякісні радянські товари — кришталь, люстри, хутрові шапки і дублянки, дитячі іграшки і конструктори, золото, килими.
Згодом за чеки можна було купувати автомобілі практично без черги — недосяжну для радянської людини мрію.
Соціальний престиж партійно-радянської номенклатури не лише визначався близькістю до влади та систем розподілу дефіцитних товарів, а й підкріплювався матеріальними статками. Наприклад, у 1965 році ставка першого секретаря ЦК КПУ становила 700 руб., другого секретаря — 630 руб., заввіділами — 410 руб., інспекторів — 310 руб., інструкторів та лекторів — 200 руб. Додатково передбачалися виплати на лікувальні заходи (до 80 % заробітної плати), матеріальна допомога, оплата всіх відряджень, видача пільгових путівок до санаторіїв та будинків відпочинку. Перший секретар республіканського ЦК і перші секретарі обкомів партії мали право на службовий автомобіль. Керівники високого рангу часто влаштовували собі кілька квартир чи будинків, а маючи один легковий автомобіль, з метою наживи або для родичів могли стояти в черзі за іншим.
В 1970-х роках значно збільшується кількість громадян, котрі виїздили за кордон. В цей час навколо елітних магазинів створюється свій світ дефіцитних товарів і валютних послуг. Чеки стають другою «монетою» на ходу з рублем, і конкуруючою з ним. Простим людям вхід в «Бєрьозку» залишається недосяжним. На підходах до магазинів працювали спецслужби.
Через знайомства з директорами магазинів та продавцями дефіцитні товари через чорних вхід скуповували фарцувальники і перепродували їх втридорога, при чому відбою від покупців не було.
За даними МВС СРСР, оборот чорного ринку валюти і чеків «Зовнішпосилторгу» лише в 1981 році за приблизними підрахунками становив 120 мільйонів доларів, і це при тому, що обсяг імпортних замовлень по лінії «Зовнішпосилторгу» в цьому році становив 3,542 мільйона рублів.
Чекові магазини контролював Відділ боротьби з розкраданням соціалістичної власності (рос. ОБХСС). КДБ відповідав за валютні магазини, де бували іноземці, оскільки там відбувалися їхні зустрічі з радянськими громадянами.
До кінця 1970-х товарний дефіцит в СРСР остаточно заходить в глухий кут — у звичайних магазинах нічого немає. Щоб щось купити, потрібно звертатися лише до фарцувальників. Населення перестає сприймати пропагандистську риторику, згідно з якою відбулася перемога соціалізму. В 1980-ті роки СРСР перебуває в глибокій кризі, корупція і беззаконня стають невід'ємними атрибутами радянського життя; тіньова економіка керує державою; черги в звичайних магазинах за панчохами чи ковбасою досягають фантастичних розмірів; основним заняттям, а то й сенсом життя більшості населення стає пошук знайомих, котрі мають «блат», або можливість покупки харчових продуктів і дефіцитних товарів; товари починають продавати з-під прилавка — система державної торгівлі повністю дискредитує себе.
В 1988 році руйнується СРСР. Горбачов оголошує про нову структуру влади і демократизацію всіх сторін життя суспільства. Країна переходить до ринкової системи економіки. 1 листопада 1988 року постановою Радміну СРСР припиняють ходіння чеки «Зовнішпосилторгу». Сертифікати, котрі залишились на руках, пропонують обміняти на рублі. Біля «Беєрьозок» утворюються величезні черги; з прилавків в гарячці скуповується все. «Бєрьозки» переходять на торгівлю за безготівковим розрахунком і незабаром закриваються назавжди.
Проти «Бєрьозок» протестували дисидент Сахаров і режисер Говорухін.
На які рахунки надходив валютний виторг, як розподілялися доходи, скільки склав прибуток при торгівлі в магазинах «Бєрьозка» за роки свого існування, дані про гучні справи про крадіжки в особливо великих розмірах — вся ця інформація про фонди по мережі «Бєрьозка», всесоюзних об'єднань «Зовнішпосилторг» є недоступною для громадськості станом і на 2011 рік, та перебуває на секретному зберіганні.